# بهوگرمنگ
بهوگرمنگ (به انگلیسی: Bhogerr Mong) یک منطقهٔ مسکونی در پاکستان است که در ناحیه مانسهره واقع شده‌است.